# خالد راضی
خالد راضی (عربی: خالد راضي؛ زادهٔ ۵ دسامبر ۱۹۸۱ (Age 33)) یک ورزشکار اهل عربستان سعودی است.
از باشگاه‌هایی که در آن بازی کرده‌است می‌توان به باشگاه فوتبال هجر عربستان سعودی، باشگاه فوتبال النصر عربستان سعودی، باشگاه فوتبال الفیصلی عربستان سعودی، باشگاه فوتبال الحزم عربستان سعودی، و تیم ملی فوتبال عربستان سعودی اشاره کرد.
وی همچنین در تیم ملی فوتبال عربستان سعودی بازی کرده است.